# 市心路
市心路是中国浙江省杭州市的一条区域性主干道，位于杭州市萧山区，北起杭州钱江世纪城，并通过庆春路隧道过江与庆春东路相接，南至103省道，其中钱江世纪城至北塘河段称为市心北路，北塘河至萧绍路段称为市心中路，萧绍路至103省道段称为市心南路，全长约14.8公里，杭州地铁2号线贯穿整条市心路，并在市心路沿线设有12个车站，并于地铁5号线在人民广场站换乘，与地铁7号线在建设三路站换乘。

## 地标建筑
- 杭州开元名都大酒店
- 杭州万象汇
- 银隆百货
- 旺角城新天地
- 钱江世纪公园
- 博地中心
- 望朝中心
- 杭州市萧山区体育中心
- 汇德隆购物中心